# Japonsko na Letních olympijských hrách 1984
Japonsko se účastnilo Letní olympiády 1984 v americkém Los Angeles. Zastupovalo ho 226 sportovců (174 mužů a 52 žen) ve 22 sportech.

## Medailisté
| Medaile | Jméno | Sport                   | Soutěž                            |
| ------- | --- | ----------------------- | --------------------------------- |
| Zlato   | Kódži Gušiken | Sportovní gymnastika    | Muži víceboj – jednotlivci        |
| Zlato   | Kódži Gušiken | Sportovní gymnastika    | Muži kruhy                        |
| Zlato   | Šindži Morisue | Sportovní gymnastika    | Muži hrazda                       |
| Zlato   | Šindži Hosokawa | Judo                    | Muži do 60 kg                     |
| Zlato   | Jošijuki Macuoka | Judo                    | Muži do 65 kg                     |
| Zlato   | Hitoši Saitó | Judo                    | Muži nad 95 kg                    |
| Zlato   | Jasuhiro Jamašita | Judo                    | Muži bez rozdílu hmotnosti        |
| Zlato   | Takeo Kamači | Sportovní střelba       | Muži 25 metrů rychlopalná pistole |
| Zlato   | Acudži Mijahara | Zápas                   | muži, řecko-římský do 52 kg       |
| Zlato   | Hideaki Tomijama | Zápas                   | muži, volný styl do 57 kg         |
| Stříbro | Nobojuki Kadžitani | Sportovní gymnastika    | Muži bradla                       |
| Stříbro | Kódži Gušiken | Sportovní gymnastika    | Muži přeskok                      |
| Stříbro | Šindži Morisue | Sportovní gymnastika    | Muži přeskok                      |
| Stříbro | Masaki Etó | Zápas                   | muži, řecko-římský do 57 kg       |
| Stříbro | Takaši Irie | Zápas                   | muži, volný styl do 48 kg         |
| Stříbro | Kósei Akaiši | Zápas                   | muži, volný styl do 62 kg         |
| Stříbro | Hidejuki Nagašima | Zápas                   | muži, volný styl do 82 kg         |
| Stříbro | Akira Óta | Zápas                   | muži, volný styl do 90 kg         |
| Bronz   | Hiroši Jamamoto | Lukostřelba             | Muži jednotlivci                  |
| Bronz   | Cutomu Sakamoto | Cyklistika              | Muži 1 000 m sprint               |
| Bronz   | Jumi Egamiová Norie Hiroová Mijoko Hiroseová Kjoko Išidaová Joko Kagabuová Júko Micujaová Keiko Mijadžima Kimie Moritaová Kumi Nakadaová Emiko Odakaová Sačiko Otaniová Kajoko Sugijamaová | Volejbal                | turnaj žen                        |
| Bronz   | Kódži Gušiken | Sportovní gymnastika    | Muži hrazda                       |
| Bronz   | Kodži Sotomura | Sportovní gymnastika    | Muži prostná                      |
| Bronz   | Kódži Gušiken Noritoši Hirata Nobojuki Kadžitani Šindži Morisue Kodži Sotomura Kjodži Jamawaki                                                                                             | Sportovní gymnastika    | Družstvo mužů                     |
| Bronz   | Seiki Nose | Judo                    | Muži do 86 kg                     |
| Bronz   | Miwako Motojošiová | Synchronizované plavání | Ženy jednotlivci                  |
| Bronz   | Saeko Kimuraová Miwako Motojošiová | Synchronizované plavání | Ženy dvojice                      |
| Bronz   | Kazušito Manabe | Vzpírání                | Muži do 52 kg                     |
| Bronz   | Masahiro Kotaka | Vzpírání                | Muži do 56 kg                     |
| Bronz   | Rjódži Isaoka | Vzpírání                | Muži do 82½ kg                    |
| Bronz   | Ikuzó Saitó | Zápas                   | muži, řecko-římský do 48 kg       |
| Bronz   | Júdži Takada | Zápas                   | muži, volný styl do 52 kg         |